# Kanton La Châtre
Kanton La Châtre (francouzsky Canton de La Châtre) je francouzský kanton v departementu Indre v regionu Centre-Val de Loire. Tvoří ho 19 obcí.

## Obce kantonu
- La Berthenoux
- Briantes
- Champillet
- Chassignolles
- La Châtre
- Lacs
- Lourouer-Saint-Laurent
- Le Magny
- Montgivray
- Montlevicq
- La Motte-Feuilly
- Néret
- Nohant-Vic
- Saint-Août
- Saint-Chartier
- Saint-Christophe-en-Boucherie
- Thevet-Saint-Julien
- Verneuil-sur-Igneraie
- Vicq-Exemplet